# Булакти (Жетисуська область)
Булакти́ (каз. Бұлақты) — село у складі Алакольського району Жетисуської області Казахстану. Адміністративний центр Бескольського сільського округу.
У радянські часи існувало два населених пункти Обуховка та Сахарний Завод.
Населення — 3375 осіб (2021; 3740 у 2009, 3510 у 1999, 5598 у 1989).